# جاءنا البيان التالي (فلم)
جاءنا البيان التالي فيلم مصري كوميدي من بطولة محمد هنيدي وحنان ترك، من إنتاج عام 2001. سيناريو وحوار محمد أمين ومن إخراج سعيد حامد.

## القصة
يتناول قصة نادر (25 سنه) يحلم بأن يصبح مذيع تليفزيوني. وهو حلم يسيطر عليه منذ الصغر حيث كان رئيس الإذاعة المدرسية طوال مراحل الدراسة...يقدم أوراقه لاختبار المذيعين في إحدى القنوات الفضائية.. ويطلب من أسرته وأهل الشارع الدعاء له بالنجاح ويعدهم بأن يعبر عن مشاكلهم وأحلامهم...
ويقابل في الاختبار «عفت» والتي تحلم مثله بأن تكون مذيعة تلفزيونية، وتبدأ علاقتهما من الوصلة الأولي كعلاقة شد وجذب...
يرسب الاثنان (نادر وعفت) في اختبار المذيعين ولكنهما ينجحان كمحرري أخبار.. ويستمر «نادر» في محاولاته التي لا توصله الا لخطوة المراسل التلفزيوني.. وبالفعل يسافر لتغطية حرب الشيشان ولكنه يتوه في جبال الثلج.. وأيضا يسافر للضفة الغربية لتغطية أحداث الانتفاضة ولكنه يشترك مع الشباب الفلسطينى في إلقاء الحجارة على الجيش الإسرائيلي.. مما يتسبب في فصله من القناة..ولكن يتسبب أيضا في بداية إعجاب «عفت» بشخصيته الجريئة التي تعبر عن رأى الجماهير الحقيقي..
وينجح «نادر» في العودة لعمله، ويشترك مع «عفت» في أحد التقارير الأخبارية التي تعبر عن مشاكل الناس.. ولكن رئيس القناة يطلب منهما تغيير التقرير وتزييف رأى الناس حتى لا يصطدم بالحكومة..
والفيلم مقتبس جزئيا من الفيلم الأمريكي «أنا أحب المشاكل» "I Love Trouble ". من إنتاج 1994 ومن بطولة نيك نولت، وجوليا روبرتس.

## البطولة
- محمد هنيدي - في دور نادر سيف الدين، إعلامي ومراسل
- حنان ترك - في دور عفت الشربيني، إعلامية ومراسلة
- أحمد خليل - في دور رياض غانم
- لطفي لبيب - في دور فخري كامل رئيس القناة
- نهال عنبر - في دور كاميليا
- محمد يوسف - في دور عامل ساعي بمحطة الحقيقة للأخبار
- محمد كامل - في دور فؤاد صالح
- طلعت زكريا - في دور عفيفي
- سليمان عيد - في دور علاء
- رشدي المهدي - في دور عدوي والد نادر
- عصمت محمود - في دور فوزية والدة نادر

## وصلات خارجية
- مقالات تستعمل روابط فنية بلا صلة مع ويكي بيانات